# Podkraj, Ravne na Koroškem
Podkraj este o localitate din comuna Ravne na Koroškem, Slovenia, cu o populație de 74 de locuitori.